# Sclerogastraceae
Sclerogastraceae är en familj av svampar. Sclerogastraceae ingår i ordningen Geastrales, klassen Agaricomycetes, divisionen basidiesvampar och riket svampar.
|                  | Geaster                        |
|                  |                                |
| Sclerogastraceae | \| \| Sclerogaster \| \| \| \| |
|                  | \| \| Sclerogaster \| \| \| \| |
|                  | Sphaerobolaceae                |
|                  |                                |
|                  | Sclerogaster                   |
|                  |                                |

|  | Sclerogaster |
|  |              |